# Splendeuptychia quadrina
Splendeuptychia quadrina är en fjärilsart som beskrevs av Butler 1869. Splendeuptychia quadrina ingår i släktet Splendeuptychia och familjen praktfjärilar. Inga underarter finns listade i Catalogue of Life.